# Douglas McIlroy

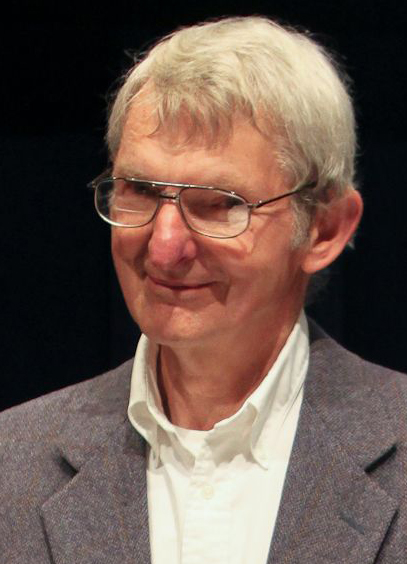
Douglas McIlroy (2011)

Malcolm Douglas McIlroy (ur. w 1932) jest amerykańskim matematykiem, inżynierem i programistą. Od 2007 posiada tytuł adjunct professor nauk informatycznych Dartmouth College. Znany jest z uczestnictwa w projektowaniu pierwszej wersji systemu operacyjnego Unix, tworząc m.in. pierwszą implementację potoków uniksowych oraz szereg programów narzędziowych takich, jak spell, diff, sort, join i tr. Jego praca naukowa na temat komponentowego tworzenia oprogramowania uczyniła go pionierem w tej dziedzinie.
McIlroy uzyskał tytuł bakałarza fizyki na Cornell University w 1954 roku oraz tytuł doktora matematyki stosowanej na Massachusetts Institute of Technology za swą rozprawę On the Solution of the Differential Equations of Conical Shells. W 1958 roku rozpoczął pracę w Bell Labs, zaś między 1965 i 1986 rokiem był szefem departamentu badawczego technik obliczeniowych, by w późniejszych latach zostać honorowym członkiem personelu technicznego. W 1997 roku przeszedł na emeryturę i obecnie pracuje jako adjunct professor w departamencie nauk informatycznych na Dartmouth College.
Jest członkiem National Academy of Engineering i wygrał zarówno USENIX Lifetime Achievement Award, jak i Software Tools Award przez nią organizowane. Wcześniej pracował jako wykładowca w Association for Computing Machinery, członek komisji Nagrody Turinga, członek komitetu planowania publikacji oraz zastępca redaktora naczelnego w Communications of the ACM, Journal of the ACM oraz ACM Transactions on Programming Languages and Systems. Zasiadał również w komisji wykonawczej CSNET-u.